# Ascoli Calcio 1898 FC
Ascoli Calcio 1898 FC, zkráceně jen Ascoli je italský fotbalový klub hrající v sezóně 2024/25 ve 3. italské fotbalové lize, sídlící ve městě Ascoli Piceno v regionu Marche.
Klub byl založen 1. listopadu roku 1898 jako Società Sportiva Candido Augusto Vecchi, ale veřejně bylo ohlášeno až 2. června roku 1901. Založilo jej dvanáct mladých mužů a dali klubu jméno na památku člověku jménem Candido Augusto Vecchi. V roce 1905 se klub musel kvůli politice přejmenovat na Circolo Sportivo Vigor.
V sezoně 1926/27 klub začíná hrát soutěž. Vyhrává svou regionální ligu a postupuje do třetí ligy. Maximum do sezony 1971/72 je hraní v třetí lize. Do druhé ligy postupuje v sezoně 1971/72. Nejvyšší ligu klub prvně hraje v sezoně 1974/75. Největším úspěchem klubu je vítězství Středoevropského poháru v roce 1987.
Nejhorší období bylo dne 17. prosince roku 2013. Klub ohlásil bankrot. Sezonu dokončil a 13. května 2014 je založen nový klub - Ascoli Picchio FC 1898 a hrají třetí ligu. Vlastník je podnikatel Francesco Bellini. Ten chce klub vrátit do druhé ligy. To se mu podařilo a klub v první nové sezoně postupuje.
Dne 18. července roku 2018 klub koupil Massimo Pulcinelli a přejmenoval jej na Ascoli Calcio 1898 FC.
V nejvyšší soutěži hráli celkem 16 sezon (naposled 2006/07). Nejlepší umístění je 4. místo v sezoně 1979/80. V Italském poháru je největší úspěch semifinále v sezoně 1988/89.
Ve druhé lize klub odehrál 27 sezon a vyhrál ji 2×.

## Změny názvu klubu
- 1898 – 1905 – SS Candido Augusto Vecchi (Società Sportiva Candido Augusto Vecchi)
- 1905 – 1920 – CS Vigor (Circolo Sportivo Vigor)
- 1920 – 1926 – US Ascolana (Unione Sportiva Ascolana)
- 1926/27 – 1929/30 – CS Vigor (Circolo Sportivo Vigor)
- 1930/31 – 1933/34 – SS Ascoli (Società Sportiva Ascoli)
- 1934/35 – F.G.C. di Ascoli (F.G.C. di Ascoli)
- 1935/36 – 1954/55 – SS Ascoli (Società Sportiva Ascoli)
- 1954/55 – 1971/72 – AS Del Duca Ascoli (Associazione Sportiva Del Duca Ascoli)
- 1972/73 – 2013/14 – Ascoli Calcio 1898 (Ascoli Calcio 1898)
- 2014/15 – 2017/18 – Ascoli Picchio F.C. 1898 (Ascoli Picchio F.C. 1898)
- 2017/18 – Ascoli Calcio 1898 FC (Ascoli Calcio 1898 FC)

## Získané trofeje

### Vyhrané domácí soutěže
- 2. italská liga (2×)

1977/78, 1985/86
- 3. italská liga (2×)

2001/02, 2014/15

### Vyhrané mezinárodní soutěže
- Středoevropský pohár (1×)

1987

## Účast v ligách
| Úroveň soutěže | Název soutěže (nynější název) | První hraná sezona | Poslední hraná sezona | celkem odehraných sezon |
| -------------- | ----------------------------- | ------------------ | --------------------- | ----------------------- |
| 1              | Serie A                       | 1974/75            | 2006/07               | 16                      |
| 2              | Serie B                       | 1972/73            | 2023/24               | 27                      |
| 3              | Serie C                       | 1927/28            | 2024/25               | 38                      |
| 4              | Serie D                       | 1929/30            | 1958/59               | 10                      |

Historická tabulka Serie A od sezony 1929/30 do 2023/24.
| Celkové místo | Odehraných sezon | Celkem bodů | Celkem zápasů | Celkem výher | Celkem remíz | Celkem proher | Celkové skore |
| ------------- | ---------------- | ----------- | ------------- | ------------ | ------------ | ------------- | ------------- |
| 31            | 16               | 424         | 508           | 110          | 190          | 208           | 425:629       |

## Fotbalisté

### Historické statistiky
| Počet utkání | Počet utkání    | Počet utkání |  | Počet branek | Počet branek     | Počet branek |
| Pořadí       | Jméno           | Počet        |  | Pořadí       | Jméno            | Počet        |
| 1.           | Luigi Giambruno | 275          |  | 1.           | Renato Campanini | 74           |
| 2.           | Mario Vivani    | 263          |  | 2.           | Domenico Mercuri | 51           |
| 3.           | Augusto Pavoni  | 250          |  | 3.           | Oliver Bierhoff  | 48           |
| 4.           | Eugenio Perico  | 236          |  | 4.           | Andrea Soncin    | 48           |
| 5.           | Domenico Oddi   | 232          |  | 5.           | Augusto Pavoni   | 45           |

### Rekordní přestupy
| Nákup  | Nákup            | Nákup     | Nákup     | Nákup         |  | Prodej | Prodej            | Prodej    | Prodej   | Prodej        |
| Pořadí | Jméno            | sezona    | klub      | částka        |  | Pořadí | Jméno             | sezona    | klub     | částka        |
| 1.     | Andrea Favilli   | 2017/2018 | Livorno   | 3 mil. Euro   |  | 1.     | Andrea Favilli    | 2018/2019 | Juventus | 7,5 mil. Euro |
| 2.     | Simone Ganz      | 2017/2018 | Pescara   | 1,8 mil. Euro |  | 2.     | Riccardo Orsolini | 2016/2017 | Juventus | 6 mil. Euro   |
| 3.     | Emiliano Storari | 2013/2014 | Parma     | 1,6 mil. Euro |  | 3.     | Casagrande        | 1991/1992 | Turín    | 3,4 mil. Euro |
| 4.     | Francesco Forte  | 2023/2024 | Benevento | 1,5 mil. Euro |  | 4.     | Giuseppe Bellusci | 2009/2010 | Catania  | 3 mil. Euro   |
| 5.     | Marco Bernacci   | 2007/2008 | Mantova   | 1,5 mil. Euro |  | 5.     | Pedro Mendes      | 2024/2025 | Modena   | 2,2 mil. Euro |

## Česká stopa
- Jan Hable (2010)
- Jakub Jankto (2015/16)